# Wojna Kartaginy z Masynissą
Wojna Kartaginy z Masynissą 152 p.n.e.-150 p.n.e.
W roku 152 p.n.e. doszło w Kartaginie do politycznego sporu pomiędzy zwolennikami i przeciwnikami sojuszu z Masynissą. Zwolenników króla numidyjskiego ostatecznie wygnano z Kartaginy, skazując na banicję. Wówczas to Masynissa wstawił się za banitami, wysyłając poselstwo do Kartaginy, które miało żądać przywrócenia wygnanych do łask. Postępowanie Masynissy wzbudziło w Kartagińczykach gniew, a orszak prowadzony przez syna Masynissy Gulussę został napadnięty przez oddział Hamilkara Samnity. Śmierć kilku podwładnych w tym ataku dała Masynissie pretekst do wojny.
Pod koniec roku wojska Masynissy wkroczyły na ziemie Kartaginy, zajmując kilka miast. W roku 152 p.n.e. Kartagińczycy wysłali przeciwko Masynissie własne wojska pod wodzą sufeta Hazdrubala Bithiasa w sile 25 000 piechoty i 400 jazdy. Pierwsze walki zakończyły się sukcesem Hazdrubala, a na jego stronę przeszło dodatkowo 6000 Numidów. Do większej bitwy, w której po obu stronach miało walczyć ponad 100 000 wojowników doszło na obszarze pustynnym. Starcie nie przyniosło zwycięstwa żadnej ze stron, na dodatek Masynissa odrzucił proponowane przez Kartagińczyków warunki pokojowe. Dopiero po kilku kolejnych miesiącach wyczerpana walkami i pozbawiona wody i żywności na pustyni, armia Hasdrubala zaprzestała walk. Tym razem warunki pokojowe korzystne dla Masynissy zostały przez niego zaakceptowane, jednak jak się później okazało król Numidów nie dotrzymał słowa. Za odchodzącymi Kartagińczykami Numidowie posłali swoją jazdę, która w krótkiej walce rozgromiła wojowników Hazdrubala. Resztki ocalałych żołnierzy Hazdrubala powróciły do Kartaginy.